# Померли в червні 2015
|  | Службовий список статей, створений для координації робіт з розвитку теми. Це попередження не встановлюється на інформаційні списки і глосарії. |

### 29 червня
- Хішам Баракат, 64, Генеральний прокурор Єгипту з 10 липня 2013; помер від поранень, отриманих внаслідок замаху.
- Йозеф Масопуст, 84, чехословацький футболіст, півзахисник, володар «Золотого м'яча-1962».
- Сєднєв Євген Іванович, 85, радянський та український поет.

### 28 червня
- Кріс Сквайр, 67, бас-гітарист гурту Yes.

### 27 червня
- Євген Куцик, 88, ветеран Дивізії «Галичина».

### 26 червня

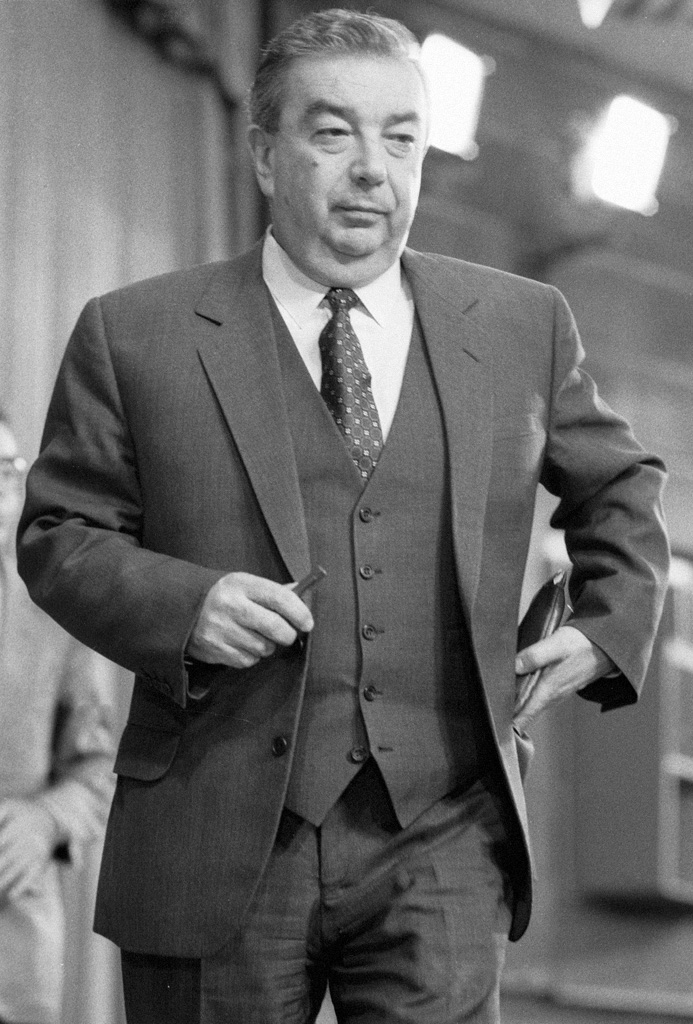
Євген Примаков

- Примаков Євген Максимович, 85, радянський і російський державний діяч, Голова Уряду Російської Федерації (1998—1999), Академік Російської академії наук.
- Сорока Ераст Данилович, 78, радянський, український та російський композитор (про смерть оголошено в цей день).

### 25 червня
- Нерсес Бедрос ХІХ, 75, Патріарх Вірменської Католицької Церкви (з жовтня 1999).

### 23 червня

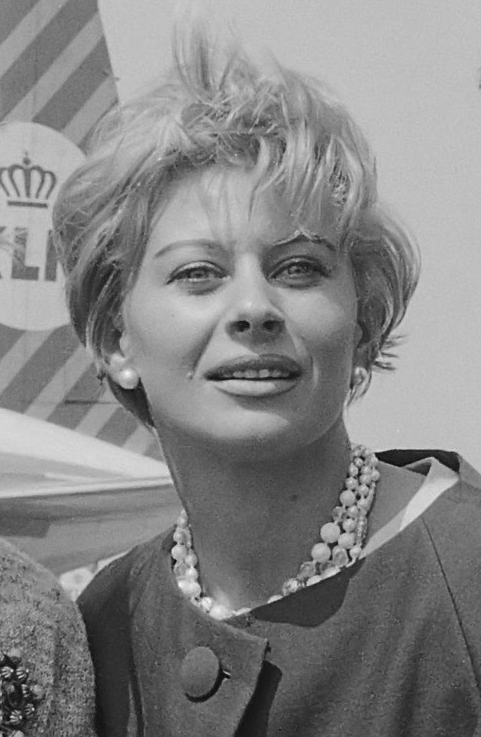
Магалі Ноель

- Сестра Нірмала Джоші, 80, спадкоємиця Матері Терези, генеральна настоятелька (1997—2009) згромадження «Сестри Місіонерки Любові» (Сестри Матері Терези).
- Магалі Ноель, 82—83, французька акторка і співачка.

### 22 червня
- Лаура Антонеллі, 73, італійська кіноакторка, зірка італійського еротичного кіно.
- Джеймс Горнер, 61, американський композитор, диригент, автор музики до кінофільмів; загинув в авіакатастрофі.

### 21 червня

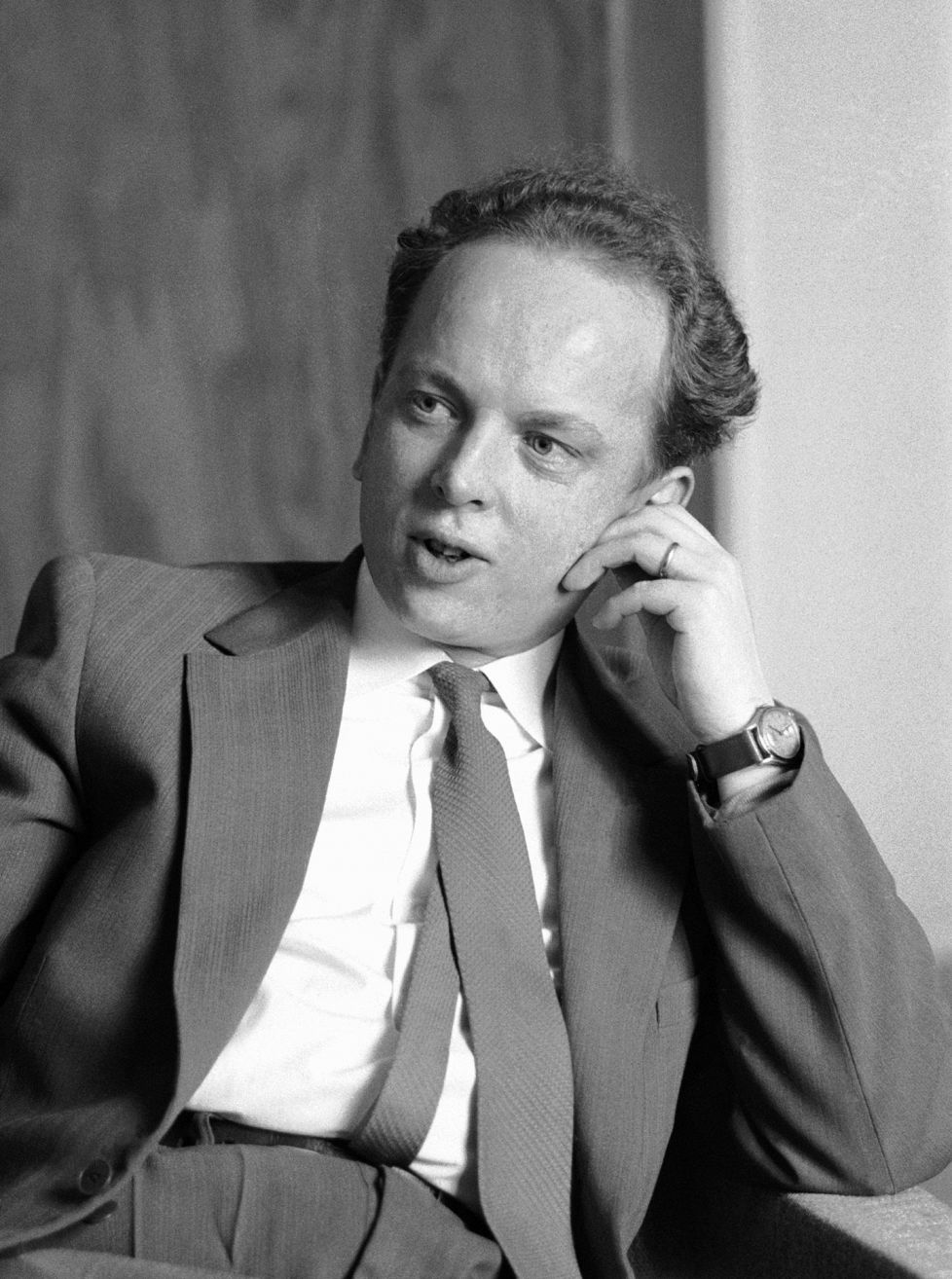
Вейо Мері

- Вейо Мері, 86, фінський письменник.
- Погорєлов Володимир Григорович, 74, депутат Миколаївської обласної ради, (член постійної комісії з питань планування, бюджету, фінансів та інвестицій), Герой Соціалістичної Праці (1990).

### 20 червня
- Веселова Олександра Михайлівна, 75, український історик, дослідниця історії України XX століття, Заслужений працівник культури України (2005).

### 19 червня
- Марков Володимир Анатолійович, 56, харківський спортивний журналіст.
- Шиманська Станіслава Михайлівна, 95, заслужена артистка України, старійшина одеської української сцени.

### 18 червня
- Аллен Вайнштейн, 77, американський історик, Архіваріус Сполучених Штатів (16 лютого 2005 — 19 грудня 2008).

### 17 червня
- Тіа Блейк, 63, американська співачка, авторка пісень і письменниця.
- Сулейман Демірель, 90, турецький політик-консерватор, прем'єр-міністр Туреччини (1990–1993), президент Туреччини (1993–2000).
- Рон Кларк, 78, австралійський легкоатлет, олімпійський медаліст.
- Роберто Марсело Левінгстон, 95, аргентинський військовик, який був обраний військовою хунтою правителем Аргентини і займав цю посаду у 1970—1971 роках.
- Джераліен Теллі, 116, американська довгожителька, отримала титул найстаршої людини планети Земля 6 квітня 2015 року.

### 15 червня

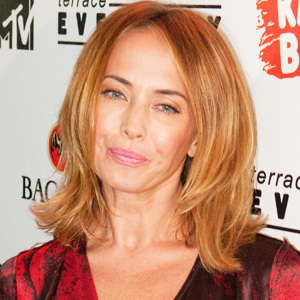
Жанна Фріске

- Фріске Жанна Володимирівна, 40, російська естрадна співачка, кіноактриса.

### 14 червня
- Борис Ґоджунов, 74, популярний болгарський естрадний співак кінця 1960-тих років.
- Зіто, 82, колишній бразильський футболіст, півзахисник.

### 11 червня
- Орнетт Коулман, 85, американський джазовий саксофоніст і композитор, один із засновників і найвидатніших представників фрі-джазу.

### 10 червня
- Бойко Володимир Семенович, 76, народний депутат України IV, V, VII скликань, колишній генеральний директор ВАТ «Маріупольський металургійний комбінат імені Ілліча», почесний президент футбольного клубу «Іллічівець» (Маріуполь).

### 9 червня

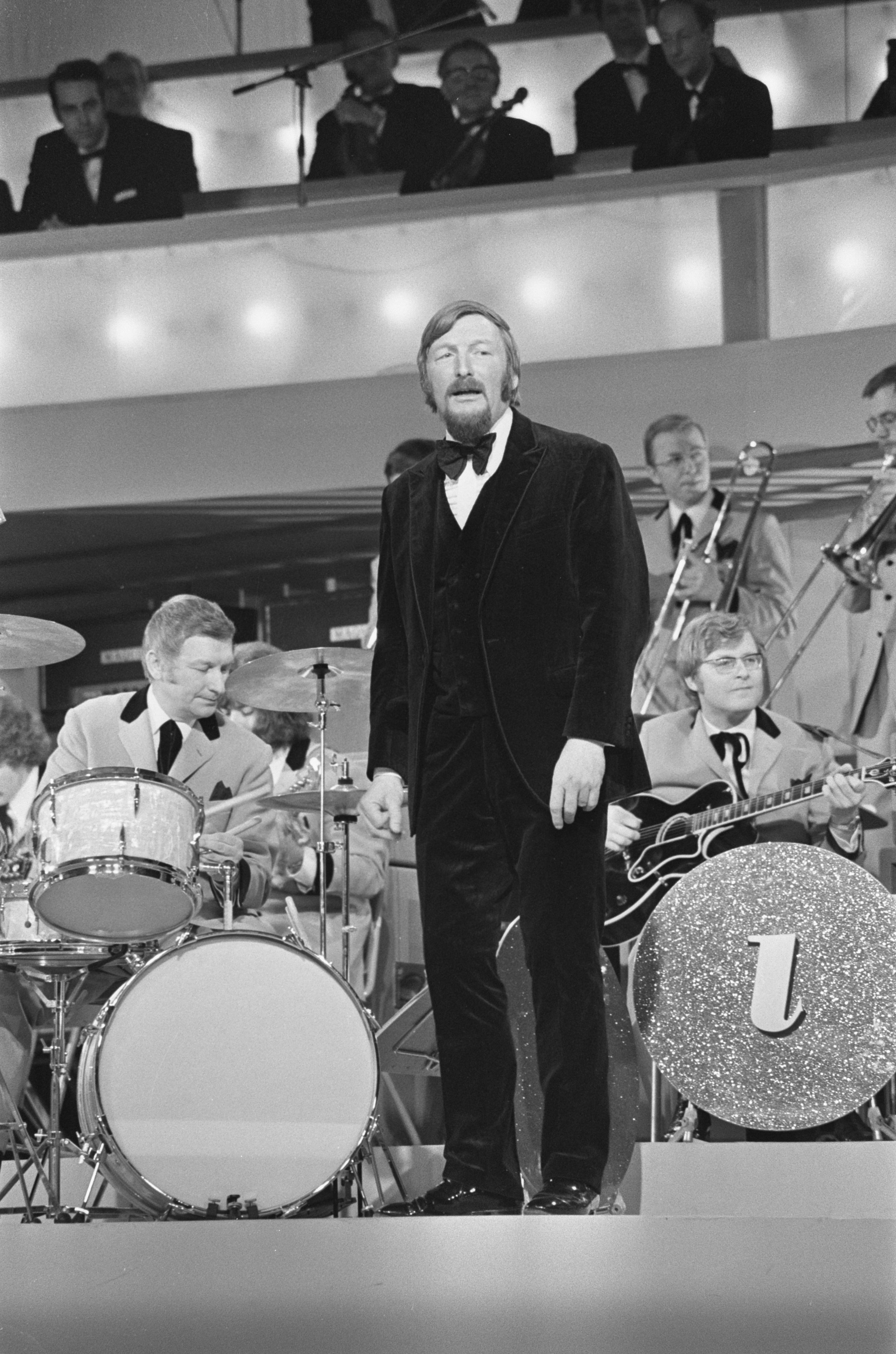
Джеймс Ласт

- Джеймс Ласт, 86, німецький композитор, аранжувальник і диригент.

### 8 червня
- Джуна (Євгенія Ювашівна Давіташвілі), 65, російський екстрасенс і нетрадиційна цілителька.
- Костін Ігор Федорович, 78, радянський та український фотограф, кінооператор, був єдиним фотографом, який зробив фото зруйнованого реактора в Чорнобилі (1986); ДТП.
- Росоховатський Ігор Маркович, 85, український письменник-фантаст, прозаїк і поет.

### 7 червня
- Барчук Анатолій Трохимович, 75, український актор театру і кіно (знімався переважно у російському кінематографі).
- Баулін Павло Борисович, 66,  український російськомовний письменник, політик.
- Крістофер Лі, 93, англійський актор і музикант.

### 6 червня

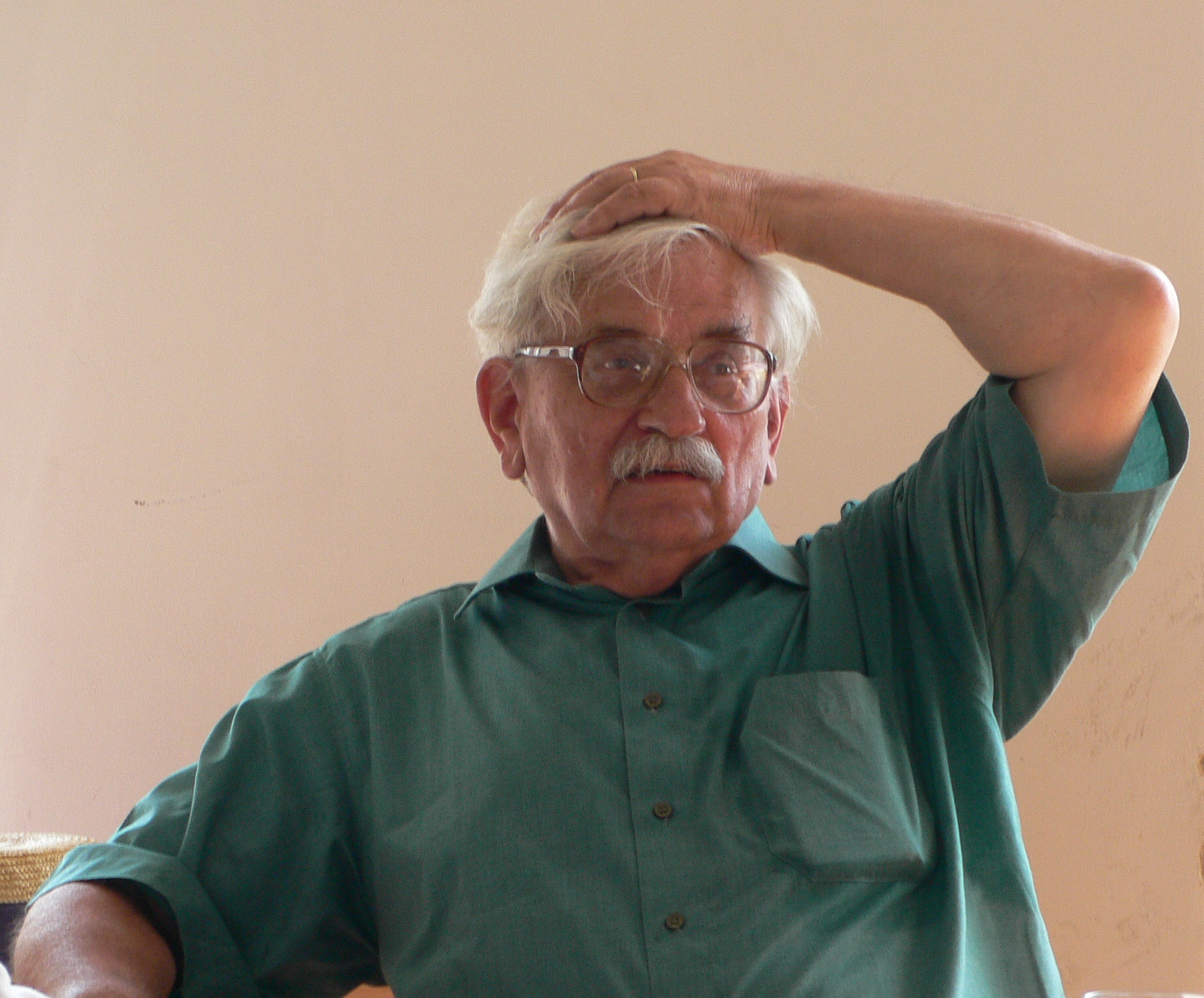
Людвіг Вацулик (2006)

- Людвіг Вацулик, 88, чеський письменник, журналіст-фейлетоніст, дисидент, один з ідеологів «Празької весни».

### 5 червня
- Тарік Азіз, 79, колишній міністр закордонних справ (1983–1991), заступник прем'єр-міністра Іраку (1979–2003).

### 4 червня
- Плющ Леонід Іванович, 77, математик, публіцист, літературознавець, правозахисник, член Ініціативної групи захисту прав людини, член Закордонного представництва Української Гельсінкської групи.
- Ревенко Борис Павлович , 78, член Національної спілки кінематографістів України, заслужений працівник культури України, керівник аматорської кіностудії «Волинь».

### 2 червня
- Ірвін Роуз, 88, американський біолог, лауреат Нобелівської премії з хімії 2004 року.

### 1 червня
- Чарльз Кеннеді, 55, британський політик, член Парламенту (з 1983), голова партії Ліберальних демократів (1999–2006).
- Ніколас Ліверпул, 80, державний і політичний діяч Домініки, президент країни (2003–2012).